# ميزر

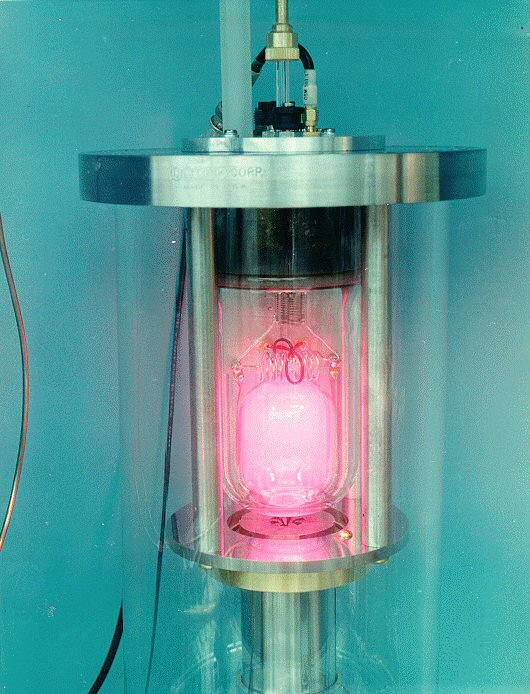

ميزر أو تضخيم الموجات الميكروية بالانبعاث المحفز للإشعاع (بالإنجليزية: Microwave Amplification by Stimulated Emission of Radiation  اختصاراً Maser )‏ هو جهاز يُنتِج موجات كهرومغناطيسية متسقة (في الشكل الموجي والتردد) عن طريق التضخيم فيما يُعرف بالانبعاث المحفز للإشعاع، والواقع انه لا فرق بين الليزر والمايزر من حيث المبدأ، إلا أن كلا منهما يعمل في حقل موجات يختلف عن حقل موجات الآخر. فالمايزر يستعمل كمضخم للموجات الدقيقة المستعملة في الرادار والاتصالات الفضائية الخارجية؛ ذلك نظراً لضعف التشويش فيه، بينما يستعمل الليزر في حقل الموجات الضوئية المرئية القريبة منها.

## تاريخ المايزر
في العام 1917 أعلن آينشتاين فكرة انبعاث الضوء بشكل قسري من الذرّة، خلافاً لمقولة الانبعاث العفوي المعروفة من قبل.وفي عام 1951 أطلق العالم تونز فكرة المايزر كمصدر للموجات المليمترية وثم تبعه العالم فيبر عام 1953 بشرح تفصيلي للموضوع نفسه. ثم في عام 1954 صُنِعَ أول مايزر في جامعة كولومبيا على يد العالم غوردن والعالم زيجر والعالم تونز. ويتكون من مذبذب جزيئي ومضخم جزيئي اعتمد مبدأ انتقال الترددات في مادة الامونياك. وفي عام 1956 اقترح العالم بلومبرغن إنشاء مايزر من مادة صلبة يعمل بصورة مستمرة، وقد سهلت طريقة إثارة الذرات التي اقترحها العالمان نيكولاي باسوف، والكسندر بروخوروف تعبئة مستويات الطاقة العالية بشكل مستمر، وتحقق ذلك مختبرياً علي يد العالم سكوفيل، والعالم فيهر، والعالم سايدل الذين ابتكروا أول مضخم للموجات استناداً إلى نظرية بلومبرغن. وتلا هذا الإنجاز نظريات خاصة بمايزر الموجات الدقيقة. وبدءاً بسنة 1957 إلى سنة 1958 كانت الاختبارات المتتالية متطابقة مع النظريات السابقة تمام التطابق.وفي نهايات 1958 اعتبر المايزر ابتكاراً معروفاً حيث استعمل في الرادار والراديو.

## تطوير الليزر
في العام نفسه اقترح العالم تونز والعالم شاولو إيجاد ميزر جديد من نوعه يعمل في منطقة الترددات الضوئية. وفي عام 1960 ابتكر العالم ثيودور مايمين أول ميزر يبعث الضوء قسرياً من مادة صلبة وأَطلق عليه اسم الليزر الضوئي أو الليزر. ثم أخذ العلماء يطورون تقنية الليزر بعد ذلك، من حيث تقوية الأشعة المتوفرة، ودراسة خصائصها بشكل متقن. واكتشف العلماء في أثناء تجاربهم أنواعاً من إشعاعات الليزر مثل ليزر الغازات، وليزر السوائل، ولكل منها حقلها الخاص في التطبيقات العلمية، وخصوصاً عند انتشار استعمال الليزر في الطب والمعامل، بالإضافة إلي انتشاره في حقول علم الفضاء الخارجي وتقنيات الأسلحة الحربية.